# Truth Through Defiance
Truth Through Defiance är ett samlingsalbum av den amerikanska hardcore-gruppen Strife, utgivet 1999. Skivan utgavs både på CD och LP av Victory Records.
Skivan bestod av alternativa versioner av låtarna på debutalbumet One Truth (1994) och gruppens andra album In This Defiance (1997). Utöver dessa fanns en del tidigare outgivna spår med på skivan.

## Låtlista
| Nr           | Titel               | Längd |
| ------------ | ------------------- | ----- |
| 1.           | Untitled            | 3:48  |
| 2.           | All from the Past   | 2:37  |
| 3.           | Circuit             | 1:43  |
| 4.           | Move Towards        | 1:45  |
| 5.           | Global Domination   | 3:26  |
| 6.           | Waiting             | 2:33  |
| 7.           | Force of Change     | 2:22  |
| 8.           | Wish I Knew         | 2:44  |
| 9.           | Blistered           | 2:42  |
| 10.          | Will to Die         | 2:49  |
| 11.          | Grey                | 3:59  |
| 12.          | Through and Through | 2:53  |
| 13.          | Am I the Only One   | 3:54  |
| 14.          | Waiting             | 2:23  |
| 15.          | What Will Remain    | 3:32  |
| 16.          | Inner Strength      | 2:56  |
| 17.          | Question Mark       | 2:49  |
| Total längd: | Total längd:        | 48:55 |

## Mottagande
Allmusic gav betyget 4/5.

### Fotnoter
1. ↑  ”In This Defiance”. Discogs.com. http://www.discogs.com/Strife-In-This-Defiance/release/705315. Läst 5 januari 2013.
2. 1 2  Anderson, Rick. ”Truth Through Defiance”. Allmusic.com. http://www.allmusic.com/album/truth-through-defiance-mw0000602334. Läst 5 januari 2013.